# Fimbristylis leptoclada
Fimbristylis leptoclada är en halvgräsart som beskrevs av George Bentham. Fimbristylis leptoclada ingår i släktet Fimbristylis och familjen halvgräs.

## Underarter
Arten delas in i följande underarter:
- F. l. etuberculata
- F. l. leptoclada
- F. l. takamineana